# Adi Holzer

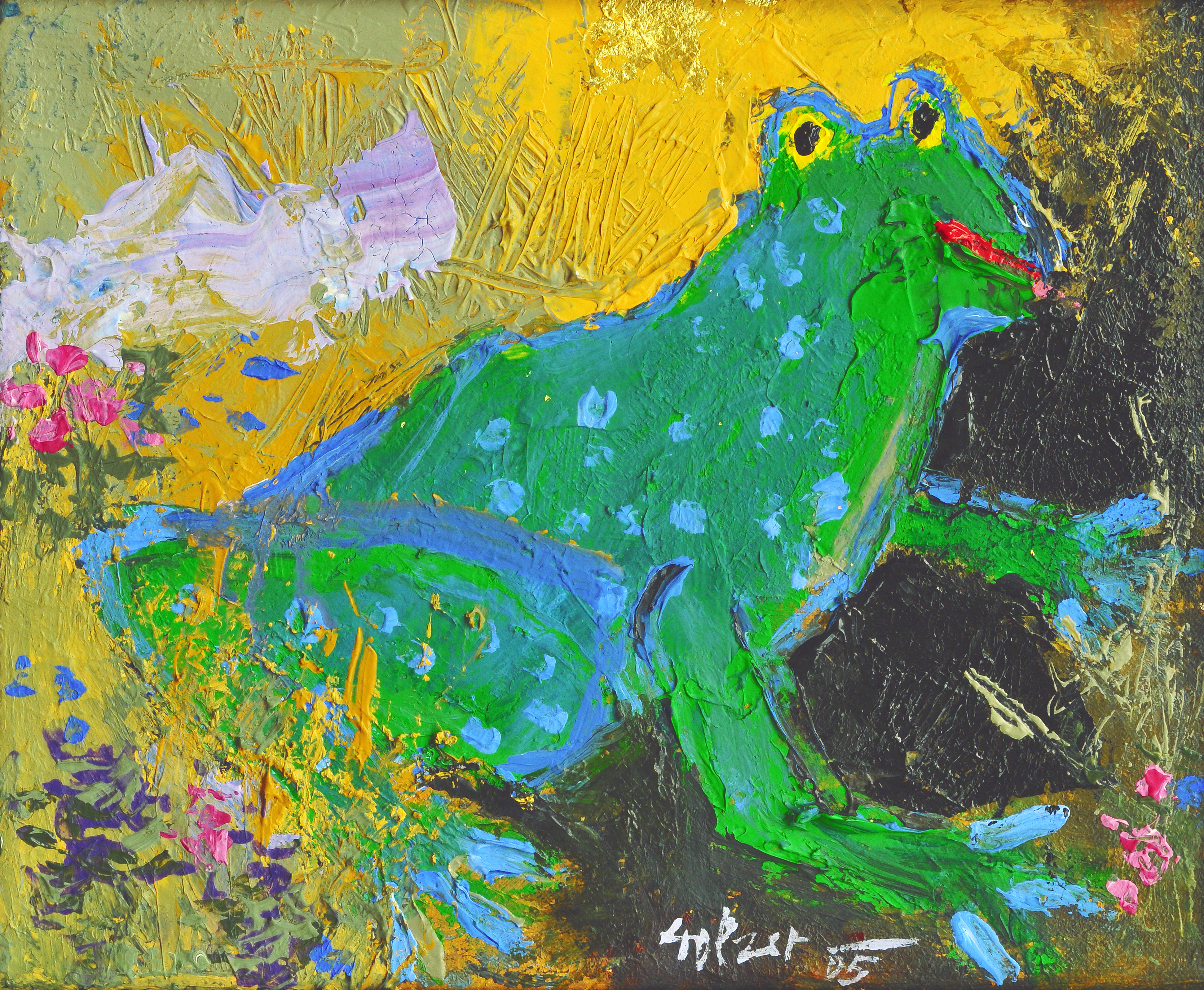
Frosch im Astner Moos.

Adi Holzer (Stockerau, 21 de abril de 1936) é um ilustrador, pintor, desenhista, escultor e artista gráfico austríaco.
De 1955 a 1960 estudou na Akademie der Bildenden Künste em Viena e atualmente trabalha alternadamente em seus estúdios em Værløse, na Dinamarca e em Winklern, na Áustria. Adi é membro do Kunstverein do Carinthian.

## Biografia
Adi Holzer nasceu em 21 de abril de 1936 na cidade de Stockerau, na Baixa Áustria. Seu pai era o comerciante Otto Holzer, ele dirigiu um sindicato de alimentos e morreu em 1942, aos 33 anos. Sua mãe, a viúva Anna Maria Holzer, se casou novamente em 1944 com Leo Kantor, administrador do castelo de Seebarn. Uma das principais memórias de infância de Adi Holzer é a feira da cidade de Stockerau. Lá havia elefantes, dançarinos e outros artistas, que viveram cenas que inspiraram obras de Adi. Em muitas delas ele pintou elefantes e um circo, e o fez da perspectiva de uma criança, dando ainda mais vivacidade para seus quadros.
Adi Holzer se formou em 1960 com um diploma em pintura. Posteriormente, ele trabalhou na Caríntia, de 1960 a 1962, como artista profissional no Ginásio Real Regional de Klagenfurt no Völkermarkter Ring. Antes disso, em 1959, ele já havia publicado algumas xilogravuras. Essa época foi o começo de uma jornada de mais de mil impressões de gravuras de Adi Holzer.

## Participação em grandes exposições
- 1958 Kupferstichkabinett da Academia de Belas Artes, Viena, Áustria
- 1967 Museu de Skopje, Macedônia
- 1969 8ª Bienal Internacional, Liubliana, Eslovênia
- 1970 3ª Bienal Internacional, Cracóvia, Polônia
- 1970 Bienal Internacional, Impressões, Tóquio e Bienal Internacional, Quioto, Japão
- 1970 - 1977 Prêmio anual J. Miro Exposição para Desenho, Barcelona, Espanha
- 1972, 1974, 1976, Internationale Grafikbiennale, Cracow, Polônia
- 1972, 1974, 1976, Internationale Grafikbiennale Frechen, Alemanha
- 1972 International Graphics Exhibition, Buenos Aires, Argentina
- 1977 "Homenagem a Salzburgo" Galeria Academia, Salzburgo, Áustria
- 1977 Galerie Hilger "Wash Art", Washington, EUA
- 1984 Galerie Carinthia: ART-Basel e Art-Fair London, Londres, Reino Unido
- 1984 Universidade de Marburg, Alemanha
- 1985, 1986 Graphic Collection Albertina, Viena, Áustria
- 1986 Galleri Gammelstrand, Copenhagen, Dinamarca
- 1990, 1992 Casa de Mágica de Arte Moderna, Goslar, Alemanha
- 1991 Fundação Gulbenkian, Lisboa, Portugal
- 1991 Galleri Gula Huset, Höganäs, Suécia
- 1992 "Babylon Utopia", Glyptoteket, Copenhague, Dinamarca
- 1992 Fiac Saga, Grand Palais, Paris, França pela Galerie Weihergut, Salzburg
- 1992 Ny Carlsberg Glyptoteket, Copenhaga, Dinamarca
- 1994 Triennale Cracóvia, "World Award Winners Exhibition", Katowice, Polônia
- 1995 Shambala, Copenhagen, Dinamarca
- 1996 Art Multiple, Düsseldorf, Alemanha
- 2000 Museu de Arte Estrangeira, Riga, Letônia
- 2000 100 anos de arte da Áustria, Bundeskunsthalle, Bonn, Alemanha
- 2004 Fundação Triada Timisoara, Romênia
- 2006 Flatfile Galleries, Chicago, EUA
- 2006 Museu de Arte Moderna, Caríntia, Áustria
- 2007 Galeria do Grønlund, Copenhaga, Dinamarca
- 2008 The Field Museum, Chicago, EUA
- 2010 Colecção Berengo, Veneza, Itália
- 2011 Museu de Arte Frederikshavn, Dinamarca
- 2011 Galerie Weihergut, Land de Salzburgo, Áustria
- 2013 Galleri Helco, Hadsund, Dinamarca[5]

## Prêmios
- 1959 Golden Fugermedaille da Academia de Belas Artes de Viena
- 1968 Intart Price Laibach (Liubliana)
- 1969 Prêmio Hugo de Montfort, Bregenz
- 1970 Austrian Graphics Prize, Krems
- 1972 1º prêmio de competição gráfica austríaca de edição
- 1973 1º prêmio da 2ª Internacional d'Arte Noto, Itália
- 1976 Austrian Graphics Prize, Krems
- 1977 XIII. Premio del Disegno, Milão (Menção Honrosa)
- 1978 Prêmio da cidade de Madri para pintura
- 1979 Premio del designo, Milão
- 1981 Artista gráfico do ano, Kunstverein Skovhuset, Dinamarca
- 1997 Bronze Medal, Print Trienal Cairo
- 2003 Mérito do estado da Baixa Áustria, entregue por Landeshauptmann Erwin Pröll.
- 2004 Kay K. Nørkjærs Mindelegat[6]
- 2016 Sinal cultural dourado da cidade de Stockerau (8 de setembro de 2016, na Câmara Municipal de Estocolmo)

## Principais obras

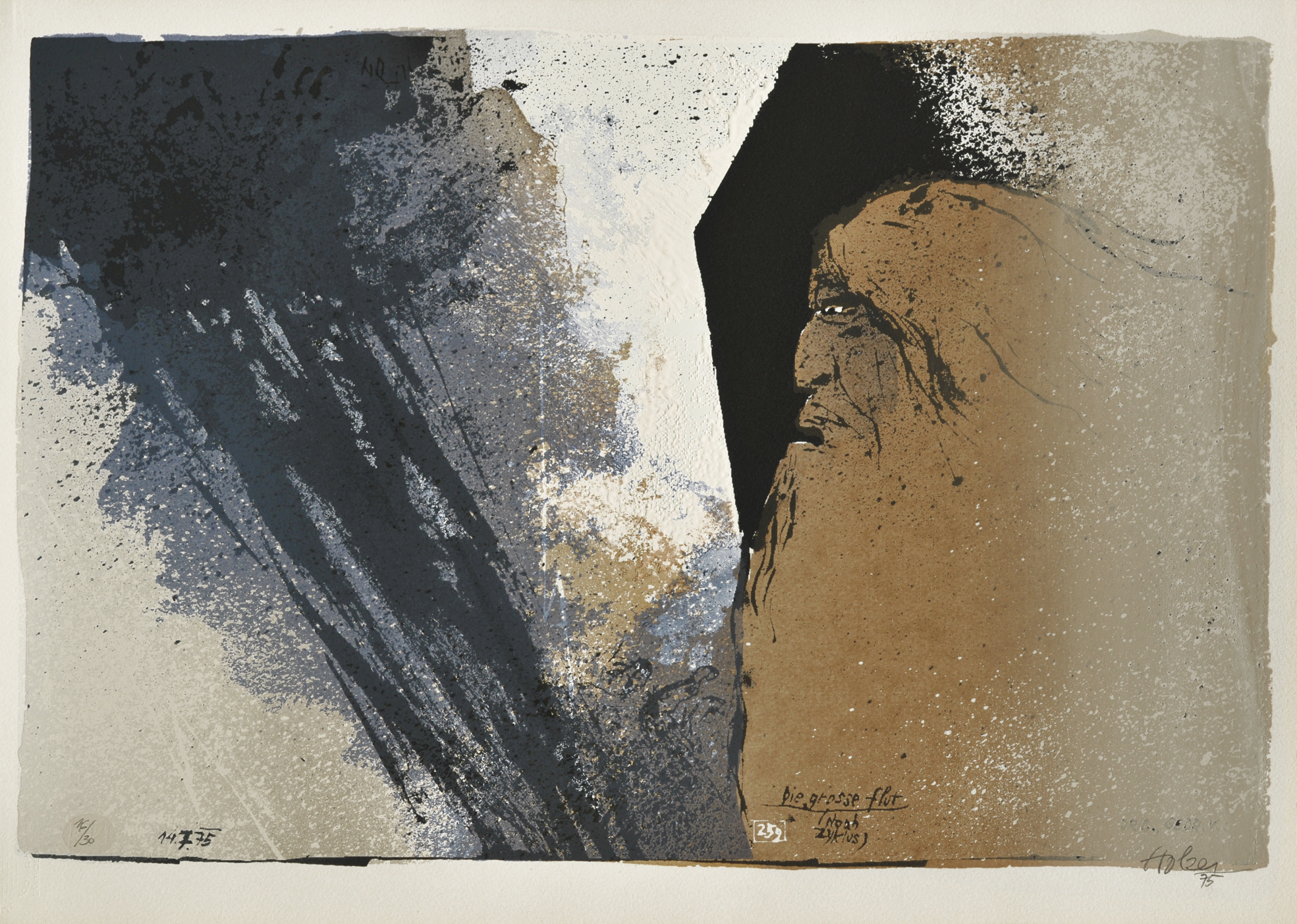
Die große Flut
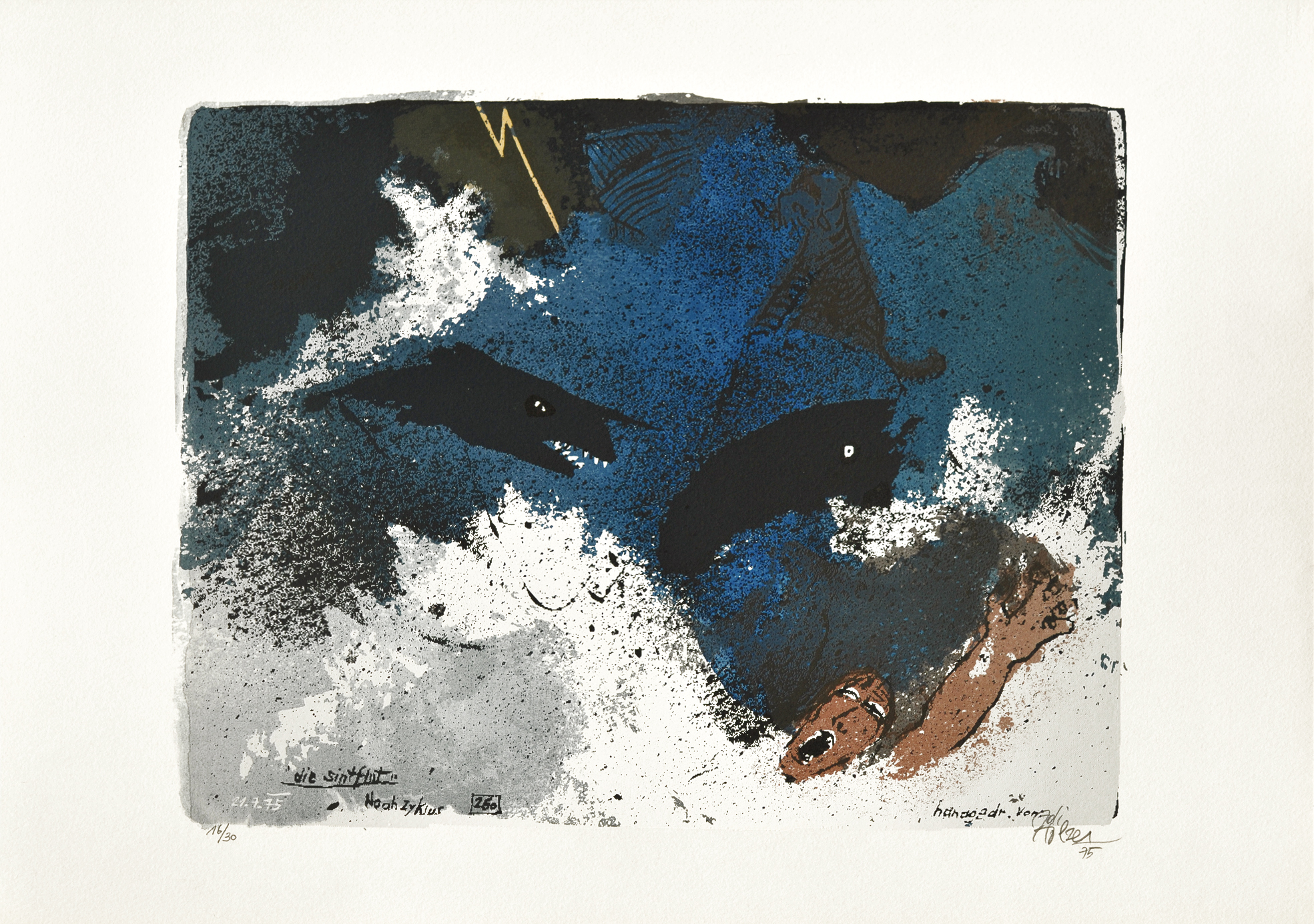
Die Sintflut
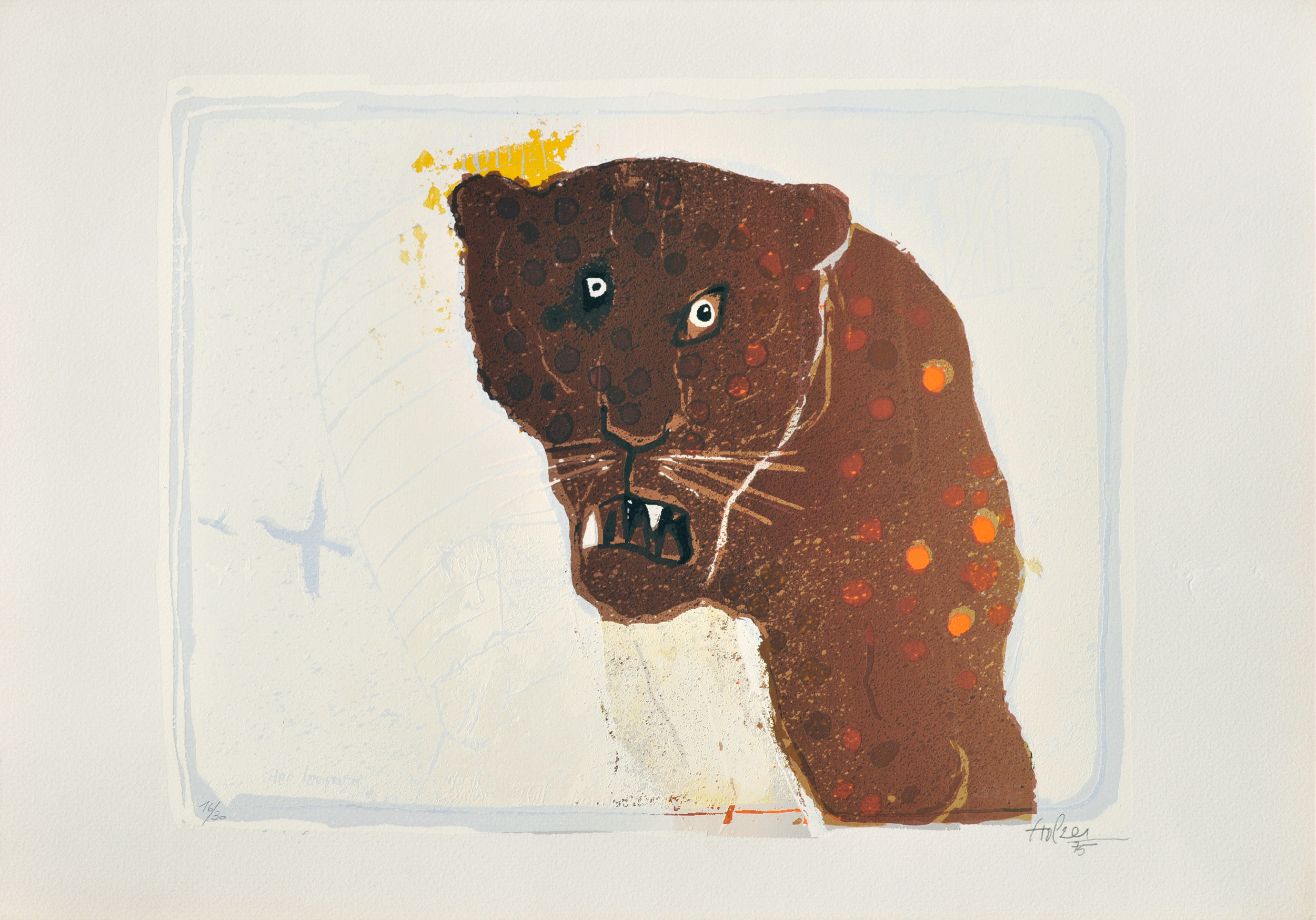
Der Leopard
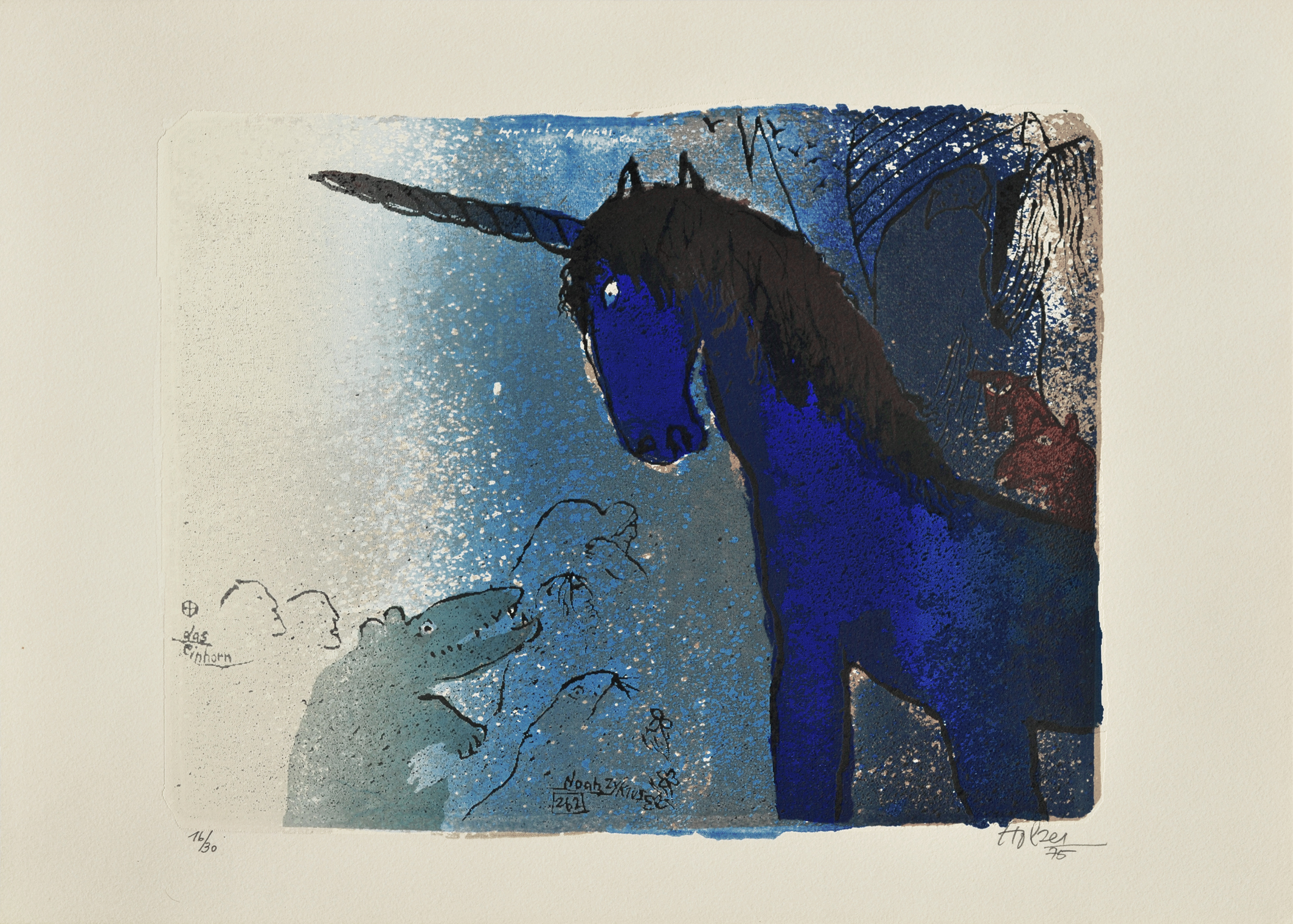
Das Einhorn
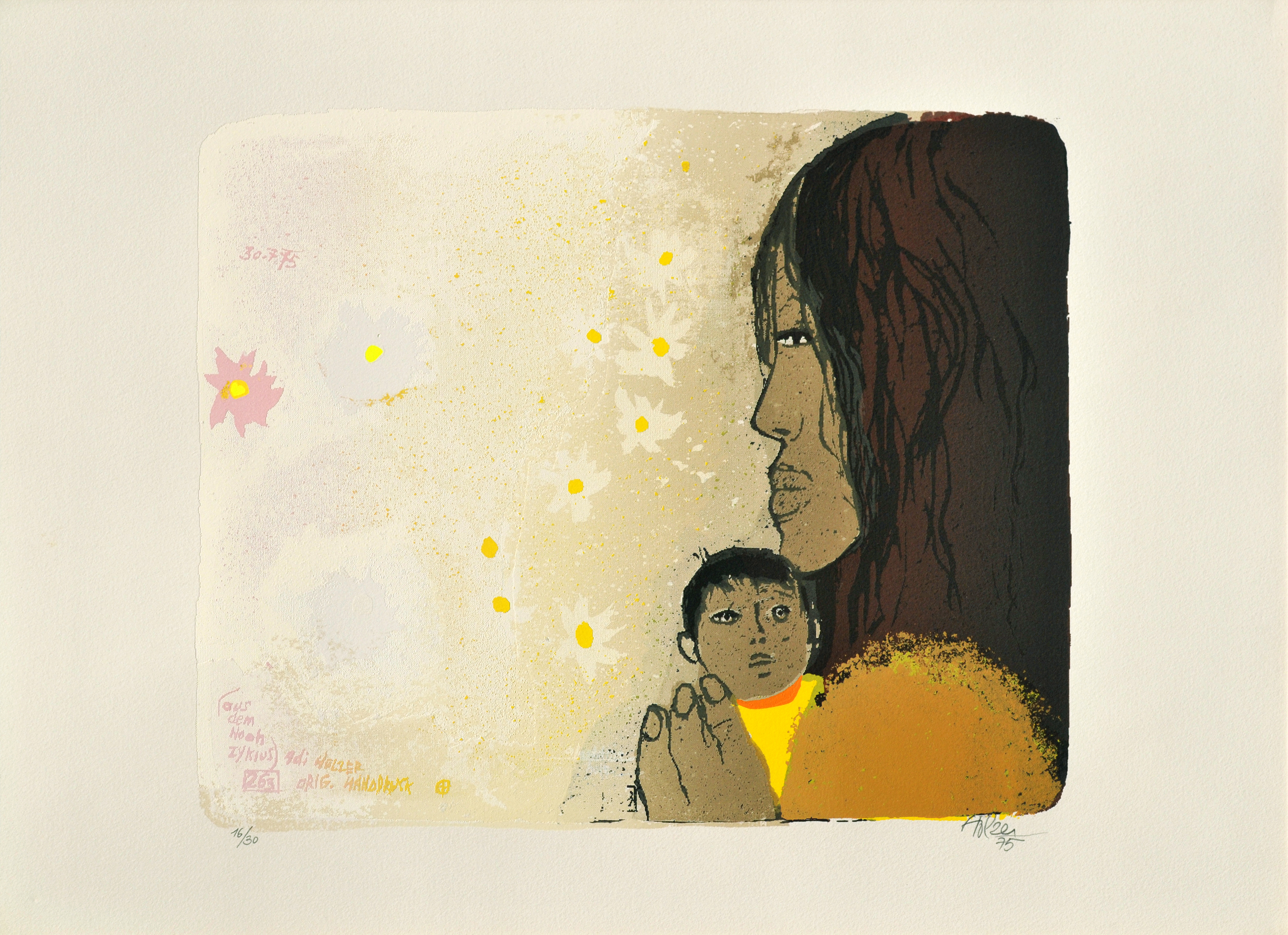
Mutter und Kind